# 주 할양

1782년부터 1802년까지의 영유권 주장 및 할양지를 보여주는 미국 지도

주 할양(영어: State cessions)은 18세기 후반과 19세기 초반에 개별 주들이 미국 연방 정부에 할양한 미국 영토이다. 대부분 애팔래치아산맥과 미시시피강 사이에 위치했던 이 영토의 할양은 이전 영국 식민지들 간의 조화로운 연합을 구축하는 데 핵심적인 역할을 했다.
할양된 영토는 236,825,600 ac (370,040.0 mi2; 958,399 km2)에 달하며, 이는 현재 미국 영토의 10.4%에 해당하며, 10개 주의 전부 또는 일부를 구성한다. 여기에는 이후 텍사스주가 미국 연방 정부에 할양한 영토는 포함되지 않는데, 이 영토는 5개 주 이상의 일부를 이룬다.

## 배경
대부분의 영국령 아메리카 식민지는 17세기와 18세기 초반 북아메리카에 대한 지리적 지식이 불완전했던 시기에 설립되었다. 이들 식민지 중 다수는 "바다에서 바다까지" 뻗어 있는 경계를 정의하는 왕실 선언이나 특허에 의해 설립되었으며, 다른 식민지들은 서쪽 경계가 전혀 설정되지 않았다. 따라서 이들 식민지들은 서로 겹치고 다른 유럽 세력의 영유권 주장 및 정착지와 충돌하는 이론적인 범위를 갖게 되었다. 영국 정부의 1763년 선언은 식민지들의 애팔래치아산맥 너머 영유권 분쟁을 해결하지는 못했지만, 이 지역으로의 인구 이동과 새로운 영유권 주장을 늦추는 데 성공했다. 그러나 많은 이들은 이 선언을 무시했고, 다양한 식민지 정부에 충성을 맹세하는 여러 변경 정착 사업이 계속되었다.
미국 독립 혁명 당시, 미국이 된 13개 식민지 사이의 경계는 대부분 측량되고 합의되었다. 이들의 영토 주장은 혁명 직전 서부의 실제 상황과 다양한 정도로 일치했다. 예를 들어, 켄터키주는 1776년에 버지니아주의 카운티로 조직되었으며, 1792년 별도의 주로 연방에 편입될 때까지 버지니아주가 이 지역의 실질적인 주권을 행사했다. 반면, 매사추세츠주가 현대 미시간주와 위스콘신주에 대한 영유권 주장은 지도에 그어진 선에 불과했다.
북아메리카에서 프렌치 인디언 전쟁을 종식시킨 파리 조약 (1763년)으로 프랑스는 대륙 영유권 주장의 대부분을 그레이트브리튼섬과 스페인에 할양했다. 프랑스 남부 영토의 동쪽 절반을 얻은 그레이트브리튼섬은 매사추세츠주, 코네티컷주, 버지니아주, 노스캐롤라이나주, 사우스캐롤라이나주, 조지아주 식민지의 영유권을 미시시피강까지 확장했으며, 일부 경우 이는 이전 특허 주장을 강화하는 것이었다.

## 영유권 주장의 해결
미국 독립 혁명을 종식시킨 파리 조약 (1783년)은 애팔래치아산맥과 미시시피강 사이의 영토에 대한 미국의 주권을 확립했다. 그 영토를 어떻게 통치할지, 그리고 여러 주들의 상충되는 영유권 주장을 어떻게 해결할지는 신생 국가가 직면한 첫 번째 주요 과제 중 하나였다.
이러한 영유권 주장으로 인해 발생할 수 있는 문제의 가능성은 두 가지였다. 한 가지 문제는 분명했다. 많은 경우 두 개 이상의 주가 동일한 영토에 대한 영유권을 주장했지만, 궁극적으로는 단 하나의 주만이 주권자로 인정될 것이 분명했다. 다른 갈등 또한 새로운 연합의 평화를 위협했다. 13개 주 중 7개 주만이 서부 영토에 대한 영유권을 가졌고, 다른 "영토 없는" 주들은 새로운 변경의 광대한 지역을 통제하는 주들에게 압도될 것을 두려워했다. 특히 신생 국가 인구의 5분의 1을 이미 차지했던 버지니아주는 현대의 켄터키주와 일리노이 카운티라고 부르는 광대한 영토에 대한 영유권을 주장했으며, 작은 주들은 버지니아주가 연합을 완전히 지배하게 될 것을 우려했다.
결국, 애팔래치아산맥 너머의 영토 주장 대부분은 1781년에서 1787년 사이에 연방 정부에 할양되었다. 뉴욕주, 뉴햄프셔주, 그리고 당시까지 인정되지 않던 버몬트 정부는 1791년까지 분쟁을 해결했으며, 켄터키주는 버지니아주에서 분리되어 1792년 새로운 주가 되었다. 할양은 전적으로 사심이 없었던 것은 아니었다. 일부 경우 할양은 주들의 독립 전쟁 부채를 연방이 인수하는 대가로 이루어졌지만, 주들이 종종 상충되는 영유권 주장을 합리적으로 우아하게 할양함으로써 어린 공화국 주들 사이의 초기, 아마도 재앙적인 균열을 막았고, "영토 없는" 주들의 두려움을 충분히 달래 새로운 미국 헌법을 비준하도록 설득했다. 이 할양은 또한 상부 미서부의 정착과 북아메리카 대륙 중앙으로의 미국의 확장을 위한 토대를 마련했으며, 미국이 새롭게 획득한 영토를 기존 주에 편입시키는 대신 새로운 주로 조직하는 방식을 확립했다.
조지아주는 애팔래치아산맥 너머 영토에 대한 주장을 10년 더 유지했으며, 이 주장은 영토의 상당 부분이 미국과 스페인 간에도 분쟁 중이라는 사실로 인해 복잡해졌다. 1802년 조지아주가 현재 경계 서쪽의 영토를 현금으로 미국에 마침내 매각하면서 서부 할양의 마지막 단계가 완료되었다.

## 할양 상세

### 영토 주장을 가진 주
| 주                 | 할양일           | 승인일           | 주장과 할양 |
| ------------------ | ---------------- | ---------------- | --- |
| 코네티컷주         | 1786년 5월 11일  | 1786년 5월 28일  | 현재 북쪽과 남쪽 경계 위도 사이의 지역을 서쪽으로 미시시피강까지 할양했는데, 이는 현재의 펜실베이니아주 (특히 페나마이트-양키 전쟁에서 분쟁이 있었던 와이오밍 계곡), 오하이오주, 미시간주, 인디애나주, 일리노이주를 가로지르며, 이리호 남쪽의 일부를 제외했다. 이 "서부 보류지"에 대한 주권은 1800년에 연방 정부에 할양되었다. |
| 조지아주           | 1802년 4월 24일  | 1802년 6월 16일  | 야주 땅을 할양했는데, 이는 북위 35도와 북위 31도 사이의 위도에서 서쪽으로 미시시피강까지, 현재의 앨라배마주와 미시시피주를 가로지른다. 할양 중 유일하게 조지아주는 이 땅에 대해 연방 정부에 125만 달러를 청구했으며, 이는 지불된 것으로 보인다. |
| 매사추세츠주       | 1784년 11월 13일 | 1785년 4월 19일  | 현재 북쪽과 남쪽 경계 위도 사이의 지역을 서쪽으로 현재의 뉴욕주, 미시간주, 위스콘신주를 가로질러 할양했는데, 이는 영국 왕실로부터 받은 원래 바다에서 바다까지의 특허에 대한 해석에 따라 주장이 제기되었다. |
| 뉴욕주             | 1780년 2월 19일  | 1782년 10월 29일 | 온타리오호 서쪽의 영유권을 주장했다. 뉴욕주는 1786년 선매권 경계 서쪽에서 자신과 매사추세츠주가 주장한 땅을 유지할 수 있었고, 이는 결국 서부 뉴욕이 되었다. |
| 노스캐롤라이나주   | 1789년 12월 22일 | 1790년 2월 25일  | 애팔래치아산맥 너머의 워싱턴 디스트릭트를 할양했는데, 이는 현재의 남북 경계 위도 사이에서 서쪽으로 미시시피강까지 뻗어 있으며, 연방 정부는 이를 남서부 영토로 만들었고, 이후 테네시주가 되었다. |
| 사우스캐롤라이나주 | 1787년 3월 8일   | 1787년 8월 9일   | 북서쪽 끝에서 서쪽으로 미시시피강까지 약 12 마일 (19 km) 너비(남북)의 지역을 할양했는데, 이는 극남서부 노스캐롤라이나주, 북부 조지아주, 현재의 테네시주 남쪽 끝, 현재의 앨라배마주와 미시시피주 북쪽 끝을 가로지른다. 별도의 협정으로 사우스캐롤라이나주와 조지아주는 공동 경계를 조정했다. 사우스캐롤라이나주의 주장은 서배너강의 발원지와 노스캐롤라이나주의 남부 경계 사이의 땅, 그리고 그 서쪽으로 뻗어 있는 땅에 대한 것이었음을 주목하라. 그러나 사실 나중에 더 정확한 측량을 통해 서배너강의 발원지가 실제로는 노스캐롤라이나주까지 뻗어 있었다는 것이 밝혀졌다. 이는 사우스캐롤라이나주에 대한 이 땅의 조각이 실제로는 환상적이었다는 것을 의미한다. |
| 버지니아주         | 1781년 1월 2일   | 1784년 3월 1일   | 오하이오강 북쪽 영토에 대한 광대한 주장을 할양했는데, 이는 이후 북서부 영토가 되었지만, 초기에는 나머지 애팔래치아산맥 너머 주장인 오하이오강 남쪽과 미시시피강 동쪽의 켄터키 카운티 (현재의 켄터키주)를 유지했다. 또한 컬럼비아 특별구의 일부가 된 땅을 연방 정부에 할양했는데, 이 땅은 나중에 버지니아주로 다시 복귀되었다. |

### 영토 주장이 없는 주
| 주             | 비고 |
| -------------- | --- |
| 델라웨어주     | 더 서쪽으로 영토 주장이 없었다. 서쪽 경계는 메이슨 딕슨 선의 일부를 이룬다. |
| 메릴랜드주     | 더 서쪽으로 영토 주장이 없었지만, 컬럼비아 특별구의 일부가 된 (그리고 현재는 전체를 이루는) 땅을 연방 정부에 할양했다. 메릴랜드주의 북쪽 경계는 메이슨 딕슨 선의 일부를 이룬다. |
| 뉴햄프셔주     | 미국 독립 혁명 이전, 뉴햄프셔주는 코네티컷강 서쪽, 현재의 버몬트주 영토를 주장했는데, 이 영토는 뉴욕주도 주장했다. 그 결과 발생한 "뉴햄프셔 특허" 분쟁은 그린 마운틴 보이스의 등장과 이후 버몬트 공화국의 설립으로 이어졌다. 뉴햄프셔주의 영유권 주장은 1764년 조지 3세의 왕실 명령에 의해 소멸되었고, 1790년 뉴욕주는 할양하여 버몬트주에 3만 스페인 달러를 받았다.                                                    |
| 뉴저지주       | 더 서쪽으로 영토 주장이 없었다. |
| 펜실베이니아주 | 찰스 2세 국왕이 윌리엄 펜에게 부여한 원래의 땅은 북위 42도와 38도 사이의 위도에 있는 땅으로, 뉴저지주 서쪽 경계와 델라웨어주 북서쪽 경계에서 서쪽으로 5도 경도까지 뻗어 있었다. 남쪽 경계는 메이슨 딕슨 선의 일부를 이룬다. 펜실베이니아주는 흔히 이리 삼각지로 알려진 이리호 연안의 땅을 주장했다. 매사추세츠주와 코네티컷주가 그 주장을 할양한 후, 이리 삼각지는 1792년 연방 정부에 의해 펜실베이니아주에 매각되었다. |
| 로드아일랜드주 | 더 서쪽으로 영토 주장이 없었다. |

## 텍사스

텍사스 공화국의 사실상 통제하에 있던 지역(연노랑)과 텍사스주의 전체 주장 범위(연노랑 및 녹색), 그리고 텍사스주의 현대 경계를 보여주는 텍사스 지도

19세기 후반, 한 주가 연방 정부에 영토의 일부를 할양한 사례가 하나 더 있었다. 1845년 텍사스 공화국이 미국에 편입되기 전, 텍사스 공화국은 텍사스 정부의 사실상 통제하에 있지 않았던 많은 땅을 주장했다. 주권 국가로서 이 영토를 통제하려는 텍사스의 시도(가장 유명한 것은 텍사스 산타페 원정)는 재앙으로 끝났다. 따라서 텍사스, 멕시코, 아메리카 원주민 부족 간에 국경 분쟁이 있었고, 미국 정부는 텍사스 합병 시 이를 계승했다. 이는 1846년~47년 멕시코-미국 전쟁의 원인 중 하나였다(다른 하나는 서부 영토에 대한 미국의 열망과 멕시코 합중국이 자국 영토를 미국에 매각하는 것을 거부한 것이었다). 그 전쟁에서 미국이 승리한 후, 멕시코 정부는 분쟁 중인 텍사스 영토에 대한 미국의 주권을 인정하고 서쪽으로 태평양까지 뻗어 있는 땅을 할양/매각했다. 멕시코 정부는 1848년 과달루페 이달고 조약에 따라 25,000,000달러를 받았다.
또한, 텍사스 공화국의 극단적인 영토 주장은 텍사스주의 북부 및 서부 경계를 설정하지 않았다. 북부 경계의 대부분은 미국과 스페인 제국 간의 조약인 레드강을 따라 설정되었다.
의회 법안인 1850년 타협에서 텍사스주는 채무 면제를 대가로 상충되는 북부 및 서부 영토 주장을 미국에 할양하여 멕시코-미국 전쟁에서 미국이 획득한 영토에서 상충되는 주장을 제거했다. 이 할양된 땅은 결국 캔자스주 (1861년), 콜로라도주 (1876년), 와이오밍주 (1890년), 오클라호마주 (1907년), 뉴멕시코주 (1912년)의 일부가 되었다.

## 같이 보기
- 오하이오 영토
- 일리노이 영토
- 미국의 역사적 지역
- 미국의 영토 변천
- 트랜스-애팔래치아

## 더 읽어보기
- 폴 월러스 게이츠, 공공 토지법 발전의 역사, 챕터 III 서부 영토 주장의 주 할양. 공공 토지법 검토 위원회, (1968), 워싱턴 D.C.